# Kršćanstvo u Mongoliji
Kršćanstvo u Mongoliji je manjinska religija. U 2020. godini kršćani su činili 1,94 % stanovništva.

## Povijest
Monofizitizam prodire s područja Perzije na područja središnje i istočne Azije u 6. stoljeću. Katolički misionari za vrijeme srednjega vijeka susreću veliki broj monofizita u Mongolskom Carstvu. U 14. i 15. stoljeću polako nestaju prijelazom na islam u središnjoj Aziji te na budizam u Kini. Provale Mongola od 1238. do 1241. po Europi dovode do novih kontakata s kršćanstvom. Brojni su kršćanski vladari pokušali obraniti Europu te su utražili način kako stupiti u diplomatske odnose s Mongolima. Tako je papa Inocent IV. početkom Prvog lionskog sabora (1245.) spremao posebno poslanstvo u Mongolsko Carstvo, sastavljeno od Reda male braće (minorita). Iz nepoznatih razloga poslanstvo nikada nije krenulo na svoju misiju. Također do cilja nije stiglo ni papino pismo „Dei patris immensa” (5. ožujka 1245.) koje je mongolskom vladaru nosio fra Lovro Portugalac. Prvi franjevac koji je uspješno izvršio svoju misiju bio je fra Giovanni da Pian del Carpine. On je krenuo iz Lyona, 16. travnja 1245., te se vratio u Lyon u studenom 1246. godine. Svoje doživljaje iznijeo je u djelu „Historia Mongalorum”.
Šest godina nakon, započinje razdoblje apostolskih misija s fra Willemom van Rubrukom. Svoje doživljaje iznio je djelu „Itinerarium”. Smatra ga se prvim franjevačkim misionarom Dalekog istoka te pretečom misionara fra Ivana iz Montecorvina.
Mongolski Kublaj-kan ovlastio je mletačke trgovce, braću Mattea i Niccolòa Pola, da od pape dobiju 100 mudrih ljudi koji će njegovom narodu propovijedati vjeru u Isusa Krista. Grgur X., 1271. godine, šalje braću Polo s dominikancima fra Nikolom iz Nikozije i fra Vilimom iz Tripolisa. Kasnije je Nikola III. odredio 5 franjevaca za misije u Mongoliju. Članovi ni prve ni druge skupine nisu uspjeli doći do Mongolije. Papa Nikola IV. šalje u Mongoliju iskusnog misionara i diplomata fra Ivana iz Montecorvina. Papa ga određuje za apostolskog legata i misionara te ga šalje na Daleki Istok k mongolskom vladaru s posebnim pismom. Za vrijeme boravka naučio je mongolski jezik te je preveo Psaltir i Novi zavjet. Smatra se da je u kratko vrijeme pokrstio preko 6000 ljudi. Zaređen je za nadbiskupa 1313. godine. U to je vrijeme u Mongoliji djelovao i fra Guljermo iz Cresa. koji se trudio da privede na kršćanstvo kanovu obitelj.
Katolicizam se širio u Mongoliji do 1368. kada je pala mogolska dinastija, a Mongolija postala vazal Kine. Tada je pristup misionarima bio onemogućen sve do 18. stoljeća. Početkom 18. stoljeća počinju dolaziti prvi isusovački misionari, a zatim i lazaristi i svjetovni svećenici. Kasnije se otvara sjemenište u Xiwanziju te Apostolski vikarijat Mongolije (1840.). Godine 1865. dolaze prvi misionari belgijske družbe Bezgrješnog Srca Marijinog iz Scheuta koji su upravljali mongolskim vikarijatom. Godine 1883., broj katolika je iznosio oko 15.000 vjernika. Tako je Mongolija bila razdijeljena na tri vikarijata: jugozapadni, istočni i središnji. Tijekom boksačkog ustanka poginulo je 12 misionara i oko 3000 vjernika. Godine 1922. osniva se poseban Vikarijat za Vanjsku Mongoliju. Prema podjeli Pija XII. Mongolija je imala 5 biskupija i jednu apostolsku prefekturu. Nadbiskupija je imala sjedište u Suiyuanu, biskupi u Ningxiji, Xiwanziju, Jiningu i Jeholu, a apostolski prefekt u Chifengu.

### Članci
- Oreb, Marin. 1976. Mongoli i kršćanstvo. Crkva u svijetu. Sveučilište u Splitu - Katolički bogoslovni fakultet. Split. 11 (2): 188–191